# Cambridge United FC
Cambridge United Football Club este un club profesionist de fotbal din Anglia care evoluează în Football League Two.
Clubul a fost înființat în 1912 sub numele de Abbey United și a luat numele Cambridge United în 1951. Au jucat în ligile locale de amatori înainte de a se alătura Ligii de Sud, după ce au terminat ca vicecampioni ai Ligii Eastern Counties în 1957–58. Sub conducerea lui Bill Leivers, au devneit campioni din Premier Division Southern League în 1968–69 și 1969–70, ceea ce a dus la prezența în Liga de fotbal în 1970. Au obținut promovarea din Divizia a patra în 1972–73, dar au retrogradat imediat în sezonul următor. Au câștigat titlul în Divizia a patra în 1976–77, iar apoi și-au asigurat promovarea din Divizia a III-a în sezonul următor. Au rămas în Divizia a II-a timp de șase sezoane, înainte de a suferi retrogradări consecutive.
Cambridge United a promovat în League One de pe locul secund, în 2021, sub conducerea antrenorului Mark Bonner.

## Biliografie
- Attmore, Brian (2002). Cambridge United FC (100 Greats). NPI Media Group. ISBN 0-7524272-4-5.
- Attmore, Brian and Nurse, Graham (2001). Cambridge United FC – Images of Sport. NPI Media Group. ISBN 0-7524225-6-1.
- Daw, Paul (1988). United in Endeavour: History of Abbey United/Cambridge United Football Club, 1912–88. Dawn Publications. ISBN 0-9514108-0-6.
- Palmer, Kevin (2000). Cambridge United: The League Era – A Complete Record. Desert Island Books. ISBN 1-8742873-2-5.